# Майкл Д. Віндем
Майкл Д. Віндем (Michael D. Windham; 1954 -) — американський ботанік, птеридолог, куратор і професор . Він веде свою академічну діяльність на кафедрі біології в Університеті Дюка в Даремі, Північна Кароліна.

## Вибрані публікації
- - 1991. Werth, CR; MD Windham. A Model for Divergent, Allopatric Speciation of Polyploid Pteridophytes Resulting from Silencing of Duplicate-Gene Expression. The American Naturalist 137 ( 4) : 515-526
  - Schuettpelz, E; AL Grusz, MD Windham, KM Pryer. 2008. The Utility of Nuclear gapCp in Resolving Polyploid Fern Origins. Am. Soc. of Plant Taxonomists

## Почесні звання
У 2009 році він очолював «Секцію птеридофітів» Ботанічного товариства Америки.

## Зовнішні посилання
- Шаблон:IPNI autor